# Bébé au Maroc
Pour plus de détails, voir Fiche technique et Distribution.
Bébé au Maroc est un film muet français réalisé par Louis Feuillade et sorti en 1911.
Ce film fait partie de la série des Bébé.

## Fiche technique
- Titre : Bébé au Maroc
- Réalisation : Louis Feuillade
- Scénario : Louis Feuillade
- Société de production : Société des Établissements L. Gaumont
- Pays de production :  France
- Langue : film muet avec les intertitres en français
- Format : Noir et blanc — 35 mm — 1,33:1 — Muet
- Métrage : 421 m
- Genre : Comédie
- Durée : 14 minutes
- Date de sortie : 
  - France : 1911

## Distribution
- René Dary : Bébé (comme Clément Mary)
- Renée Carl : la mère